# Surprise Attack (album)
Surprise Attack è il primo album dei Tora Tora, uscito nel 1989 per l'Etichetta discografica A&M Records.

## Tracce
1. Love's a Bitch (Corder, Douglas, Francis, Patterson) 3:51
2. 28 Days (Corder, Douglas) 3:31
3. Hard Times (Corder, Howard) 3:09
4. Guilty (Corder, Delucca, Douglas) 4:40
5. Phantom Rider (Corder, Howard) 4:48
6. Walkin' Shoes (Corder, Doulgas, Francis, Patterson) 4:00
7. Riverside Drive (Corder, Doulgas, Ebersold, Francis, Koehiler, McKelvy, Patterson) 3:38
8. She's Good She's Bad (Corder, Douglas, Ebersold, Howard, Koehler) 3:54
9. One for the Road (Corder, Doulgas, Koehiler) 3:05
10. Being There (Corder, Howard) 4:04

## Formazione
- Anthony Corder - voce
- Keith Douglas - chitarra
- Patrick Francis - basso
- John Patterson - batteria